# Leo Kanner
Leo Kanner (Klekotow, 13 de junho de 1894 - 3 de abril de 1981) foi um psiquiatra austríaco radicado nos Estados Unidos.

## Vida
Leo Kanner entrou para a universidade em 1913. Após um período servindo no Exército Austríaco, durante a I Guerra Mundial, reassumiu os estudos, obtendo seu diploma de Medicina em 1921. Trabalhava na Charité (Escola de Medicina e Hospital da Universidade de Humboldt) quando um médico norte-americano que cursava a pós-graduação em Berlim o convenceu a se mudar para os Estados Unidos. Em 1924, Kanner assumiu uma vaga de médico assitente no State Hospital em Yakton, Dakota do Sul.

## Psiquiatria
Especializou por seu próprio esforço em psiquiatria pediátrica, tendo estudado por seus próprios meios. Em 1930, pouco depois de ter se mudado para a Escola de Medicina da Universidade Johns Hopkins, foi selecionado pelos diretores de psiquiatria e de pediatria da instituição para desenvolver o primeiro serviço de psiquiatria infantil em um hospital pediátrico. Kanner se tornou professor associado de psiquiatria da Johns Hopkins Hospital em 1953 mas apenas em 1957 foi elevado a professor de psiquiatria infantil.
Leo Kanner permaneceu como diretor de Psiquiatria Infantil na Johns Hopkins até se aposentar, em 1959, mas continuou em atividade até sua morte, aos 86 anos.

### Autismo
Em 1943 publicou a obra que associou seu nome ao autismo: "Autistic disturbances of affective contact", na revista Nervous Children, número 2, páginas 217-250. Nela, descreveu os casos de onze crianças que tinham em comum "um isolamento extremo desde o início da vida e um desejo obsessivo pela preservação da mesmice", denominando-as de "autistas".
Leo Kanner cunhou, em 1949, o termo mãe-geladeira referindo-se às mães de crianças autistas.